# Härna

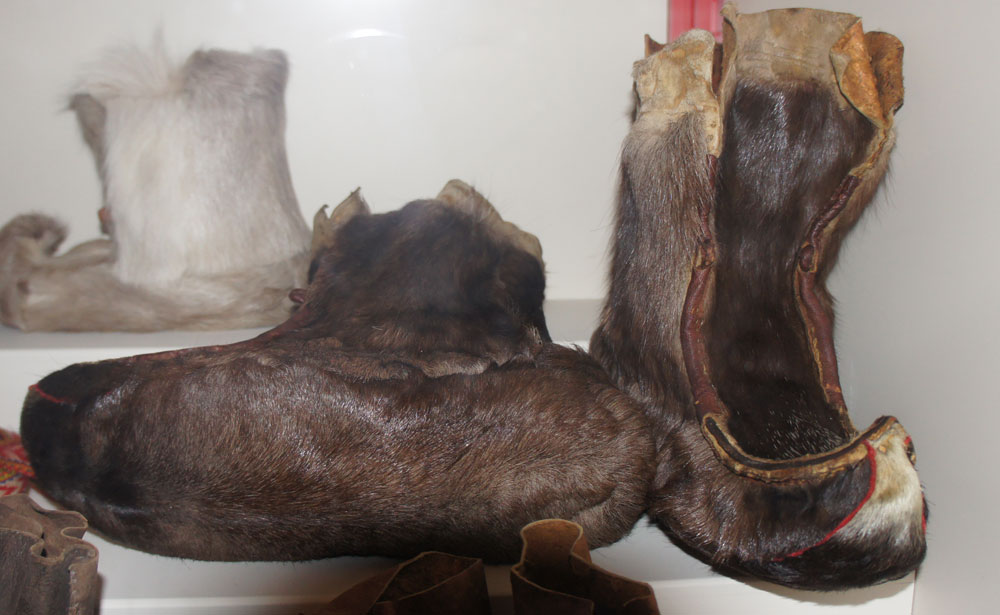
Härnskor från lulesamiskt område med bällingskinn och härna som botten. Rött kläde i sömmen framtill. Foto från Ájtte, Svenskt fjäll- och samemuseum.

Härna är ett skinn från pannan på en ren.
Ordet är av samiskt ursprung. Eftersom skinnet var mycket vattentåligt, använde samerna det till att göra skor, för att användas på senvintern och våren då snön var blöt. Skinnet var också utmärkt till att göra sittunderlag av.